# Сирены (телесериал, 2025)
«Сирены» (англ. Sirens) — американский телесериал Молли Смит Метцлер в жанре чёрной комедии по мотивам её пьесы 2011 года Elemeno Pea.
Премьера сериала состоялась 22 мая 2025 года на стриминговой платформе Netflix.

## Сюжет
Сюжет разворачивается в течение одного уик-энда в роскошном поместье на пляже. Сериал описывается как «язвительное, сексуальное и мрачновато-смешное исследование женщин, власти и классовых отношений».
Девон (Меган Фэйхи) обеспокоена странными отношениями своей сестры Симоны (Милли Алкок) с её новым боссом и решает, что настало время вмешаться.

## В ролях

### Главные роли
- Джулианна Мур — Микаэла Келл
- Меган Фэйхи — Девон ДеВитт
- Милли Алкок — Симона ДеВитт
- Кевин Бейкон — Питер Келл
- Гленн Хоуэртон — Итан Корбин II

### Роли второго плана
- Джош Сегарра — Рэймонд
- Феликс Солис — Хосе
- Тревор Солтер — Джордан
- Бритн Олдфорд — Мисси
- Лорен Уидман — Патрис
- Дженн Лайон — Клоэ
- Эмили Борромео — Астрид
- Билл Кэмп — Брюс ДеВитт

## Производство
В феврале 2024, компания Netflix заказала производство мини-сериала Sirens, Молли Смит Метцлер стала автором сценария сериала, шоураннером и исполнительным продюсером. Дэни Горин, Том Акерли и Марго Робби также станут исполнительными продюсерами от компании LuckyChap.
В июле 2024 года издание Variety сообщило, что Джулианна Мур, Меган Фэйхи и Милли Алкок исполнят главные роли. Было объявлено, что Николь Касселл будет режиссёром первых двух эпизодов и исполнительным продюсером. В том же месяце к актёрскому составу присоединились ещё 11 актёров, включая Кевина Бейкона и Глена Хауэртона на главные роли.
По состоянию на 9 июля 2024 года, производство велось в Нью-Йорке.
Премьера сериала состоялась 22 мая 2025 года.